# Erich Hammer
Erich Hammer (* 23. März 1915 in Halberstadt; † 14. Juli 2001 in Berlin) war ein deutscher Puppenspieler und Filmregisseur. Er ist der Begründer des Handpuppenfilms in der DDR.

## Leben und Wirken
Erich Hammer wurde 1915 in Halberstadt geboren. 1929 schloss er die Knaben-Volksschule ab und absolvierte anschließend eine Ausbildung zum Verwaltungsangestellten. Ab 1933 wirkte er als Buchhalter und war zugleich als Laienpuppenspieler tätig. Bereits 1932 gründete er eine Laienpuppenbühne. Von 1937 bis 1945 leistete Hammer Wehr- bzw. Kriegsdienst.
Nach Ende des Zweiten Weltkriegs erhielt Hammer vom Grafiker und Puppengestalter Kurt Zimmermann eine Ausbildung. Danach ging Hammer als Berufspuppenspieler auf Tournee und betätigte sich unter anderem am Berliner Puppenspiel-Studio. 1950 gründete Hammer mit Die Nußknacker ein eigenes Puppentheater, das er bis 1953 leitete. Zudem studierte er 1952/53 Puppenspiel in der ČSR.
Ab 1953 widmete sich Erich Hammer der Filmarbeit. Am DEFA-Studio für populärwissenschaftliche Filme erhielt er eine Anstellung als Regisseur und Puppenspieler. 1955 wechselte er ans neugegründete DEFA-Studio für Trickfilme in Dresden und zählte dort zu den ersten Regisseuren. Hammer baute am Studio einen Stab für Handpuppenfilme auf. Kurz vor Weihnachten 1955 kam Hammers Handpuppenfilm Das Gespenst im Dorf als erster Titel des neuen Studios in die Kinos der DDR.
Bis 1960 inszenierte Hammer eine Reihe weiterer Handpuppenfilme in Dresden, die laut Joachim Giera durch eine „Vielfalt der literarischen Vorlagen“ auffallen: Fabeln, historische Stoffe, eine Novelle von Theodor Storm und Märchen bilden Grundlagen für Hammers Filme. Die Gründe warum Hammers Regie-Laufbahn am Trickfilmstudio nach wenigen Jahren abbrach, sieht Jörg Herrmann in eingeschränkten Möglichkeiten des Handpuppenfilms: „[D]er Film [offenbart] begrenzten Aktions- und Bewegungsradius [der Handpuppe], auch erscheinen die Dialoge weniger glaubwürdig als auf der Bühne.“ Er ergänzt: „Später wurde die Wirkung der Handpuppe auf der Kinoleinwand auch vom Fernsehen eingeengt, das mit dem Einsatz von Standard- und Serienfiguren bei fast täglichem da capo deutliche Überlegenheit errang.“
Von 1961 bis 1989 führte Erich Hammer bei der populären Serie Herr Fuchs und Frau Elster des Deutschen Fernsehfunks Regie. Zudem übernahm er bei der DEFA-Märchenverfilmung Rotkäppchen unter der Regie von Götz Friedrich die Puppenführung der Eichhörnchen-Figur. Auch als Regisseur für Dokumentarfilme und Episoden der Pionierschau trat der Filmemacher in Erscheinung.
Erich Hammer starb 2001 im Alter von 86 Jahren in Berlin und wurde auf dem Friedhof Biesdorf beigesetzt. Er war in den 1950er-Jahren mit Gerda Hammer-Wallburg (1919–1995) verheiratet, die ebenfalls am DEFA-Studio für Trickfilme als Regisseurin für Handpuppenfilme tätig war. Auch Erich Hammers Bruder Werner Hammer (1921–1992) war bei der DEFA als Puppenspieler und Regisseur angestellt.

## Filmografie (Auswahl)
- 1954: Knirps und der Fischräuber
- 1955: Das Gespenst im Dorf
- 1956: Fuchs bleibt Fuchs
- 1956: Der kluge Bauer
- 1956: Bimbo
- 1957: Die Wette
- 1957: Bauplatz – Spielen verboten
- 1957: Wenn der Regenmann schläft
- 1958: Spuk im Schloß
- 1958: In den Sack gesteckt
- 1960: Galavorstellung
- 1960: Wer ist der Stärkste?